# 穂積老
穂積 老（ほづみ の おゆ）は、飛鳥時代後期から奈良時代中期にかけての貴族・万葉歌人。官位は正五位上・大蔵大輔。

## 経歴
大宝3年（703年）に山陽道巡察使を務める（このときの位階は正八位上）。
和銅2年（709年）従六位下から四階昇進して従五位下に叙爵。和銅3年（710年）正月の元明天皇の朝賀に際して、左将軍・大伴旅人のもと副将軍として、騎兵・隼人・蝦夷らを率いて朱雀大路を行進した。和銅6年（713年）に従五位上、霊亀3年（717年）正五位下、養老2年（718年）正五位上・式部大輔と、元明朝から元正朝前半にかけて順調に昇進した。この間の霊亀3年（717年）3月に同族（物部氏族）の左大臣・石上麻呂が薨去した際、五位以上の官人を代表して誄を執行している。
養老6年（722年）に元正天皇を非難し不敬罪を問われ斬刑となるところを、皇太子・首皇子（のち聖武天皇）の奏上で減刑されて佐渡島への流罪となり失脚した。
天平12年（740年）に聖武天皇が発した大赦により赦免されて入京を許され、のち本位（正五位上）に復して大蔵大輔に任ぜられる。天平16年（744年）の難波京へ遷都の際、恭仁京の留守官を任された。天平18年（746年）正月に左大臣橘諸兄と共に元正上皇の中宮西院に奉仕し、肆宴に参席。天平勝宝元年（749年）8月26日卒去。最終官位は大蔵大輔正五位上。

## 人物
『万葉集』に、行幸へ随行して志賀の大津で詠んだ短歌、佐渡島配流時に詠んだ長歌と反歌が採録されている。
『万葉集』巻3-288
『万葉集』巻13-3240,3241

## 官歴
『続日本紀』による。
- 時期不詳：正八位上
- 大宝3年（703年） 正月2日：山陽道巡察使
- 時期不詳：従六位下
- 和銅2年（709年） 正月9日：従五位下
- 和銅6年（713年） 4月23日：従五位上
- 霊亀3年（717年） 正月4日：正五位下
- 養老2年（718年） 正月5日：正五位上。9月19日：式部大輔
- 養老6年（722年） 正月20日：官位剥奪、佐渡島へ流罪
- 天平12年（740年） 6月15日：入京を許可（大赦）
- 時期不詳：復本位（正五位上）
- 天平16年（744年） 2月2日：見大蔵大輔

## 系譜
老の子孫を記す史料は伝わらないが、穂積濃美麻呂を老の子とする説がある。